# X Congreso del Partido Comunista Ruso (bolchevique)
El X Congreso del Partido Comunista Ruso (Bolchevique) se llevó a cabo del 8 al 16 de marzo de 1921 en Moscú, Rusia. El congreso trató los temas de la unidad del partido, el sindicalismo en la Rusia bolchevique, la Nueva Política Económica y la Rebelión de Kronstadt, que comenzó durante la mitad del Congreso. Asistieron al Congreso 694 delegados con derecho a voto y 296 delegados sin derecho a voto.

## Puntos en el orden del día
1. Informe del Comité Central
2. Informe de organización del Comité Central
3. Informe de la Comisión de Control
4. Sobre el Glavpolitprosvet y el trabajo de agitación y propaganda del partido en la educación
5. Tareas inmediatas del partido en la cuestión nacional
6. Cuestiones de construcción del partido
7. Los sindicatos y su papel en la vida económica de la RSFSR
8. Suministro de alimentos, apropiación de excedentes de alimentos, impuestos en especie y crisis de combustibles
9. La República Soviética en el entorno capitalista
10. Informe del representante del PCR(b) en el Komintern
11. Sobre la unidad del partido y la desviación anarcosindicalista (orador, Lenin)
12. Elecciones a los órganos de gobierno.

En reuniones del 12 al 13 de marzo, se discutió a su vez la cuestión militar (Sobre la reorganización del Ejército Rojo).

## Principales decisiones
Las principales decisiones a las que se llegaron en el X congreso fueron, en resumen:
- Prohibición de las facciones internas en el partido (Resolución Nº 12: "Sobre la unidad del partido"). Estas facciones incluían a la Oposición obrera (que fueron acusadas de representar una desviación anarcosindicalista) y los Centralistas Democráticos, que criticaban la el poder cada vez más central del PCR. A su vez esta resolución dio por imposible cualquier posibilidad de rehabilitación de los mencheviques y oficializó su ilegalización.

- En economía se decidió impulsar la Nueva Política Económica. A su vez, se aprobó la colaboración (en forma de concesiones) de la Rusia soviética con las potencias capitalistas para la importación de tecnología extranjera y la normalización de las relaciones comerciales.[2]

- Después de discutir la cuestión militar, el congreso adoptó una decisión especial (inédita) destinada a fortalecer el Ejército y la Armada y asegurar la capacidad de defensa del país. En la sesión vespertina del 11 de marzo, el congreso movilizó a unos 300 delegados, que fueron enviados esa misma noche para reprimir la Rebelión de Kronstadt.[3][4]